# Herbert Fields
Herbert Fields (* 26. Juli 1897; † 24. März 1958 in New York City) war ein US-amerikanischer Dramatiker und Drehbuchautor.

## Leben
Herbert Fields stammt aus einer jüdischen New Yorker Theaterfamilie. Er ist der Bruder von Dorothy Fields und Joseph A. Fields, die ebenfalls als Autoren bekannt wurden. Sein Vater Lew Fields war ein berühmter Vaudeville-Komödiant und Broadway-Produzent. Herbert Fields schrieb in der Zweiten Hälfte der 1920er Jahre die  Bücher für die frühen Rodgers und Hart-Musicals u. a. für A Connecticut Yankee. Er arbeitete aber auch mit Vincent Youmans (Hit the Deck) und Jimmy McHugh (Hello, Daddy) zusammen. Die meisten dieser Shows wurden von Fields Vater produziert.
Anfang der 1930er begann seine Zusammenarbeit mit Cole Porter für die Musicals Fifty Million Frenchmen und The New Yorkers. 1933 entstand gemeinsam mit Morrie Ryskind das Buch für das Gershwin-Musical Pardon My English.´Wegen der Weltwirtschaftskrise und den damit verbundenen Schwierigkeiten am Broadway, betätigte sich Fields in den 1930er Jahren als Drehbuchautor für verschiedene Hollywood-Streifen, nicht selten „B-movies“. Erst wieder Ende der 1930er schrieb Fields, in Zusammenarbeit mit Buddy DeSylva, die Bücher für die Broadway-Musicals Du Barry Was a Lady und Panama Hattie mit der Musik von Cole Porter.
Mit dem Porter-Musical Let’s Face It! von 1941 begann Fields Broadway-Zusammenarbeit mit seiner Schwester Dorothy; es folgten Something for the Boys (1943), Mexican Hayride (1944) und Up in Central Park (1945, mit der Musik von Sigmund Romberg). 

Ihr größter Erfolg wurde das Buch zu Annie Get Your Gun (1946) mit der Musik von Irving Berlin. Während der Arbeiten für das Musical Redhead verstarb Herbert Fields 1958, für das er ein Jahr später mit einem Tony Award für das beste Musical ausgezeichnet wurde.

## Filmografie (Auswahl)
- 1935: Mississippi
- 1935: Eine Frau von 20 Jahren (Accent on Youth)
- 1936: Liebe vor dem Frühstück (Love Before Breakfast)